# Birkat haMinim

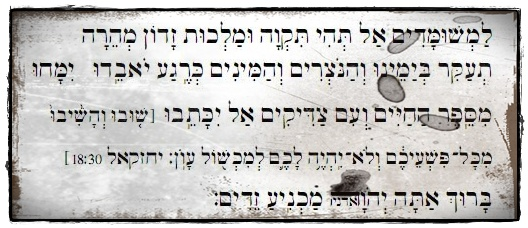
Birkat haMinim

O Birkat haMinim (em hebraico: ברכת המינים; em português: Benção sobre os hereges) é uma maldição judaica sobre os hereges (minim). Os eruditos modernos geralmente avaliam que os Birkat haMinim provavelmente incluíam no original os judeus cristãos (embora a estrutura da mesma seja uma referência tanto a informantes que denunciassem as práticas judaicas às autoridades, quanto a governos cruéis) antes que o Cristianismo se tornasse uma religião marcadamente gentia. É a décima segunda bênção de dezoito ou Amidá.
A autoria de tal bênção é atribuída a Shmuel ha-Katan, no suposto Concílio de Jâmnia, sendo inserido nas "dezoito bençãos" como a décima nona bênção a ser orada silenciosamente três vezes ao dia, a Amidá. A bênção é, portanto, vista como relacionada aos fariseus, ao desenvolvimento do cânon farisaico da Bíblia Hebraica, à divisão do Cristianismo primitivo do judaísmo antigo como sendo uma heresia aos olhos de tais judeus, às origens do judaísmo rabínico, às origens do Cristianismo, ao Cristianismo do século I e à história do Cristianismo.
De acordo com a teoria, a bênção era útil como ferramenta para impedir as orações dos minim ("hereges"), porque nenhum minim recitaria em voz ou responderia a ela, pois era uma maldição sobre eles.

## Composição
De acordo com o Talmud Babilônico Tratado Berakhot 18b–29a, Shmuel ha-Katan foi o responsável pela autoria dos Birkat haMinim:
"Rabban Gamaliel disse aos sábios: Não há ninguém que saiba compor uma bênção contra os minim? Samuel ha-Qatan levantou-se e escreveu."
A bênção existe em várias formas. Duas cópias medievais do Cairo Genizah incluem referências a ambos: minim e notzrim ("nazarenos", i.e. "cristãos").
"Para os apóstatas que não há haja esperança. E que o governo arrogante seja rapidamente arrancado em nossos dias. Que os nozerim e os minim sejam destruídos na ocasião. E que sejam apagados do Livro da Vida, não sejam inscritos juntos com os justos. Benditos és, ó Senhor, que amaldiçoa os arrogantes"

## Identidade dosMinim
A extensão da referência de notzrim ou a aplicação do termo minim aos cristãos é debatida. Em sua análise de várias visões acadêmicas sobre o Birkat haMinim, Pieter W. Van Der Horst resume,
"É certo que "minim" nos tempos tanaítas eram sempre judeus. É certo que não fazia parte da(s) versão(ões) mais antiga(s) do nosso berakhah."
Durante o período medieval, se a bênção incluía ou não cristão foi motivo de disputa, uma causa potêncial de perseguição e, portanto, um assunto relevante para a segurança das comunidades judaicas. Comumente é visto nos estudos modernos que o termo "hereges", em um ponto inicial da divisão do Cristianismo primitivo e do Judaísmo, incluiu judeus cristãos. Na opinião de David Flusser (1992), o Birkat haMinim agregou a referência aos saduceus.
Muitos acadêmicos avistaram referências aos Birkat haMinim na queixa de Justino Martir à Trifão dos Judeus "amaldiçoando as sinagogas daqueles que crêem em Cristo". Reuven Kimelman (1981) desafia tal visão observando que a descrição de Justino coloca a maldição na sequência errada no serviço da sinagoga.
A consciência cristã dessa oração como sendo uma maldição contra eles é atestada somente no tempo de Jerônimo e Epifânio, no século V d.C. Na literatura antijudaica subsequente foi quase universalmente ignorada até o século XIII. A única exceção é o trabalho Agobardo de Lyon, escrito entre 826 e 827, para protestar contra o que ele viu ser a concessão de muitos privilégios aos judeus pelo monarca carolíngio.